# Bonnefont
Bonnefont é uma comuna francesa na região administrativa de Occitânia, no departamento dos Altos Pirenéus. Estende-se por uma área de 15,37 km², Em 2010 a comuna tinha 342 habitantes (densidade: 22,3 hab./km²)..